# Giorgio Napolitano

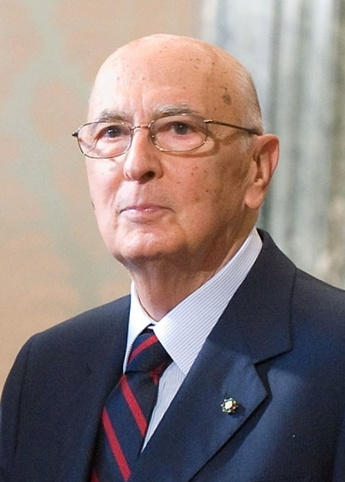
Giorgio Napolitano (2009)

Giorgio Napolitano (anhörenⓘ; * 29. Juni 1925 in Neapel; † 22. September 2023 in Rom) war ein italienischer Politiker (PCI, (P)DS) und Senator auf Lebenszeit. Er hatte jahrelang hohe Positionen in der Kommunistischen Partei Italiens, war lange Mitglied der Abgeordnetenkammer, von 1992 bis 1994 deren Präsident. Von 1996 bis 1998 war er italienischer Innenminister.
Von Mai 2006 bis Januar 2015 war er der elfte Staatspräsident Italiens. Mit Napolitano bekleidete erstmals in der Geschichte der Italienischen Republik ein ehemaliger Kommunist das Amt des Staatsoberhaupts. Er war auch der erste Staatspräsident Italiens, der für eine zweite Amtszeit gewählt wurde. Er trat knapp zwei Jahre nach seiner Wiederwahl wegen seines hohen Alters zurück.

## Leben
Napolitano absolvierte in den 1940er Jahren ein Jurastudium an der Universität Neapel Federico II, welches er 1947 erfolgreich abschloss. Parallel dazu war er ab 1942 bei der faschistischen Studentenorganisation GUF aktiv, insbesondere deren Theatergruppe, und verfasste für deren Wochenzeitung IX Maggio Kino- und Theaterkritiken. Später behauptete er, dass es innerhalb der GUF in Neapel eine „regelrechte Pflegestätte für antifaschistische intellektuelle Energien“ gegeben habe, „maskiert und sogar zu einem gewissen Punkt geduldet“. Nach der Absetzung Mussolinis und dem Seitenwechsel Italiens im Zweiten Weltkrieg (1943) kam Napolitano 1944 in Kontakt mit kommunistischen Gruppen.
In seiner Jugend war Napolitano unter anderem als Schauspieler tätig.
Er war mit Clio Maria Bittoni verheiratet, mit der er zwei Söhne hatte.
Napolitano starb am 22. September 2023 im Alter von 98 Jahren in Rom und wurde am 26. September 2023 mit einem Staatsbegräbnis auf dem Cimitero acattolico beigesetzt.

## Politik

### Karriere in der Kommunistischen Partei

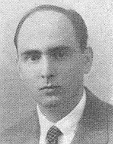
Napolitano als Abgeordneter (1953)

1945 trat Napolitano der Kommunistischen Partei Italiens (PCI) bei und wurde 1953 Abgeordneter in der italienischen Abgeordnetenkammer. Politische Gegner warfen ihm damals – wie vielen anderen Kommunisten in den 1950er Jahren – vor, er verharmlose die Verbrechen des Stalinismus.

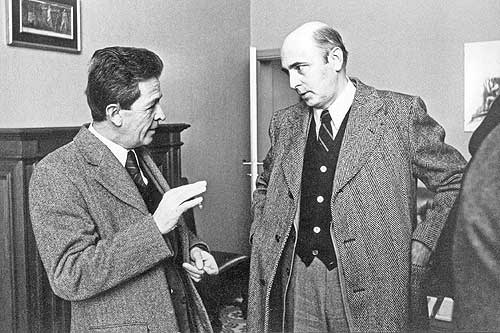
Napolitano und Enrico Berlinguer

Napolitano stieg auf dem VIII. Parteitag (1956) in das Zentralkomitee seiner Partei auf und wurde eine der einflussreichsten Persönlichkeiten der PCI. Auf dem X. Parteitag (1962) wurde er in das Leitungsgremium (direzione) der Partei gewählt, auf dem XI. Parteitag (1966) ins Politbüro und in das Sekretariat, den engsten Führungszirkel. Dabei galt er stets als einer der führenden Vertreter des moderat-reformistischen Parteiflügels. Demnach sollen bessere Lebensverhältnisse der Arbeiter und soziale Gerechtigkeit vor allem durch Reformen erreicht werden (daher die Bezeichnung Miglioristi) und auf einen revolutionären Umsturz des Systems verzichtet werden. Er distanzierte sich dabei deutlich vom Sowjetkommunismus – so kritisierte er etwa die sowjetische Intervention in Afghanistan (1979), trat für eine Zusammenarbeit mit der PSI und die Einbindung seines Landes in die Europäische Union und die NATO ein. Sein größter Widersacher war dabei Enrico Berlinguer, der einige seiner Ideen im Konzept des Eurokommunismus verarbeitete, aber aus Napolitanos Sicht nicht weit genug ging.
Nachdem sich die PCI im Laufe der 1980er Jahre weitgehend „sozialdemokratisiert“ hatte, war Napolitano im Februar 1989 das erste führende Mitglied, das sich für eine Umbenennung der Kommunistischen Partei aussprach, wobei er Partito del Lavoro („Partei der Arbeit“) vorschlug. Nach dem Fall der Berliner Mauer im November 1989 schloss sich auch der Generalsekretär Achille Occhetto und eine Mehrheit der Parteidelegierten dieser Idee an, wobei jedoch der Name Partito Democratico della Sinistra (PDS, „Demokratische Linkspartei“) gewählt wurde. Auch in der PDS blieb Napolitano weiter in führenden politischen Funktionen tätig.
In seiner Eigenschaft als außenpolitischer Sprecher seiner Partei geriet er oft mit eigenen Funktionären aneinander, da er für eine enge Anlehnung seines Landes an die USA eintrat: „Wir müssen der Versuchung widerstehen, Amerika wieder einmal zum Schreckgespenst der Linken zu machen“, sagte er 1991 auf einem Parteitag. Als er die internationale von den USA dominierte Koalition und ihr militärisches Eingreifen im Irak-Kuwait-Krieg rechtfertigte, erntete er auch Buhrufe.

### Parlamentsmandate und Innenminister Italiens

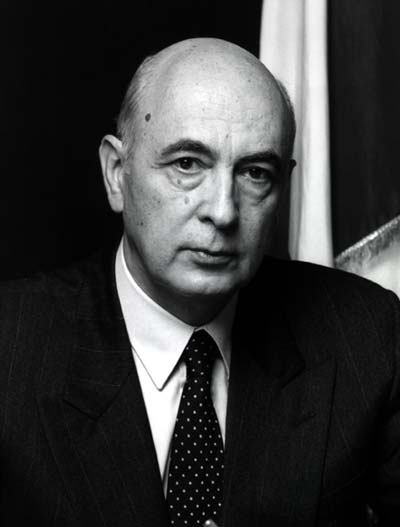
Porträt Napolitanos als Präsident der Abgeordnetenkammer

Napolitano war von 1953 bis 1963 sowie von 1968 bis 1996 – insgesamt zehn Legislaturperioden – Mitglied des italienischen Abgeordnetenhauses (Camera dei deputati), wobei er stets den Wahlkreis Neapel vertrat. Von 1989 bis 1992 hatte er zusätzlich einen Sitz im Europäischen Parlament, wo er der Fraktion der Vereinigten Europäischen Linken angehörte. In den Jahren nach der Transformation der Kommunistischen Partei Italiens zur Partito Democratico della Sinistra (PDS) bekleidete Napolitano von 1992 bis 1994 das Amt des Präsidenten der Abgeordnetenkammer.
Nach dem ersten Wahlsieg des vom PDS maßgeblich mitgetragenen Mitte-Links-Bündnisses L’Ulivo war Napolitano von 1996 bis 1998 Innenminister im Kabinett Prodi I. Die italienische Tageszeitung La Repubblica bezeichnete ihn später als „besten Innenminister der letzten 30 Jahre.“
Eine zweite Amtszeit als Europaparlamentarier folgte von 1999 bis 2004, diesmal als Mitglied der sozialdemokratischen Fraktion. Aufgrund seiner Verdienste um die italienische Republik wurde er im Oktober 2005 vom damaligen Staatspräsidenten Carlo Azeglio Ciampi gleichzeitig mit Sergio Pininfarina zum Senator auf Lebenszeit ernannt.

### Amtszeit als Staatspräsident

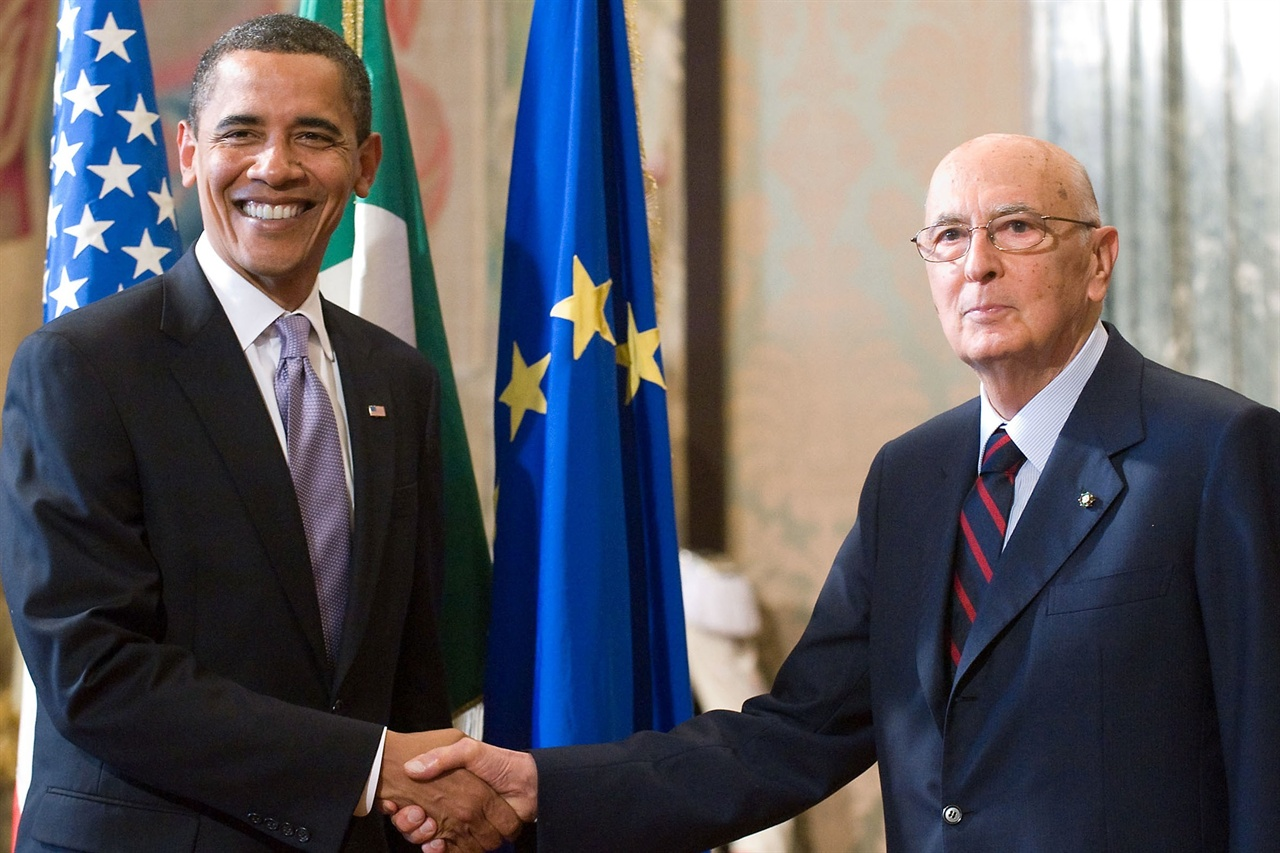
Giorgio Napolitano und US-Präsident Barack Obama 2009 in Rom

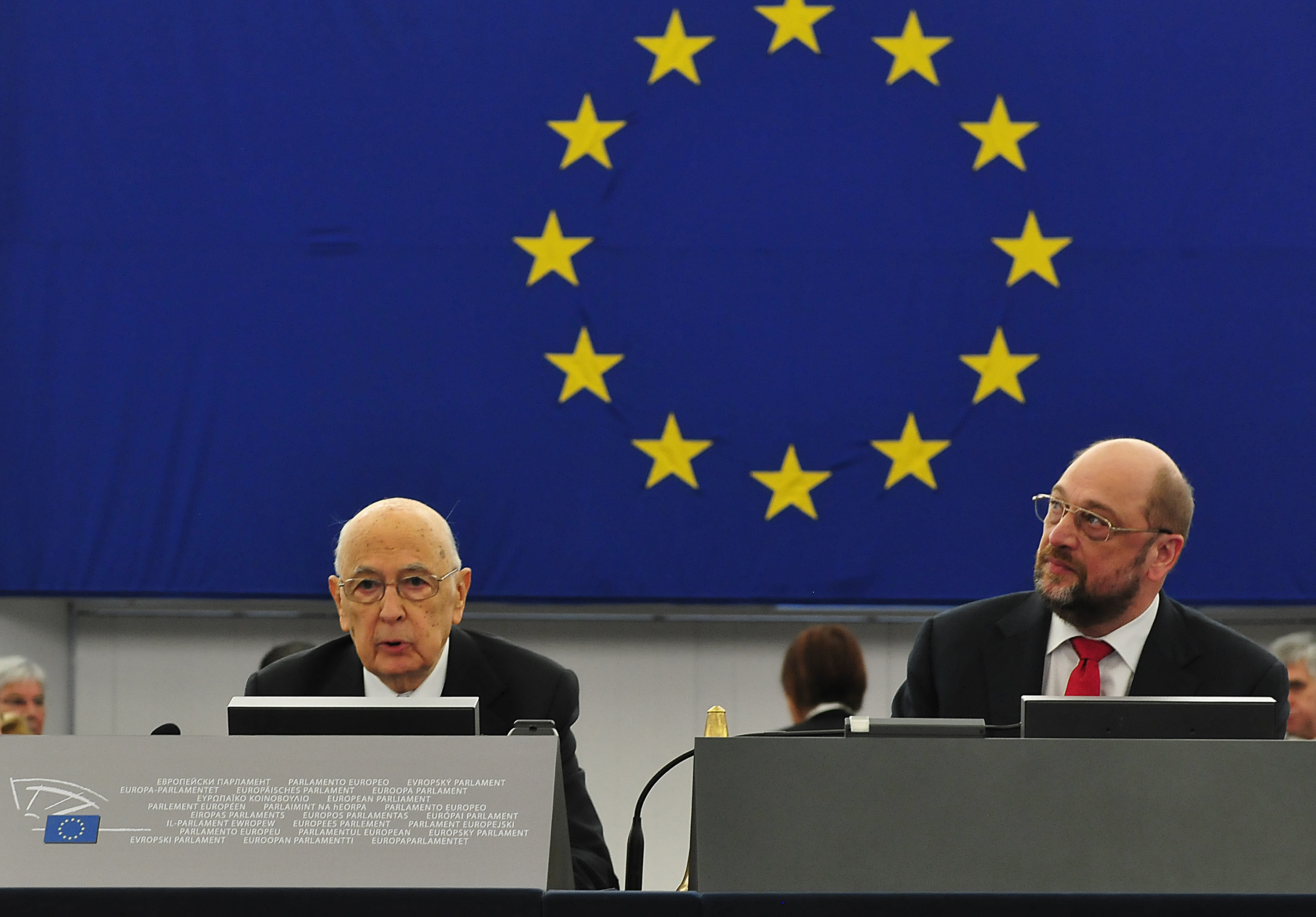
Napolitano spricht 2014 vor dem Europaparlament, neben ihm Martin Schulz

Am 7. Mai 2006 wurde Napolitano vom damaligen Regierungschef Romano Prodi als Kompromisskandidat für das Amt des italienischen Staatspräsidenten vorgeschlagen. Am 10. Mai 2006 wurde er im vierten Wahlgang zum Staatspräsidenten gewählt. Napolitano gilt als Grandseigneur der italienischen Politik, als bescheiden und gemäßigt. Im November 2011 fand sein Wirken im Zusammenhang mit dem Rücktritt des langjährigen Ministerpräsidenten Silvio Berlusconi weltweit Beachtung. Napolitano beauftragte am 13. November 2011 den unabhängigen Mario Monti, eine neue Regierung zu bilden.
Im Dezember 2012 – zuvor hatte Monti seinen Rückzug und Berlusconi einen Comebackversuch bei den Parlamentswahlen in Italien 2013 angekündigt – las Napolitano in einer Rede vor Politikern der politischen Klasse Italiens „gründlich die Leviten“ (FAZ). Das Parlament löste er am 22. Dezember 2012 auf. Der Präsident kann im letzten halben Jahr seiner Amtszeit das Parlament nur dann auflösen, wenn die Wahlperiode des Parlaments regulär bis zu einem halben Jahr vor oder nach der Amtszeit des Präsidenten endete. Dies wäre im Mai 2013 der Fall gewesen, weshalb Napolitano die um drei Monate vorgezogene Auflösung vornehmen durfte. Aufgrund der siebenjährigen Amtszeit des italienischen Staatspräsidenten, die am 15. Mai 2013 endete, wurde eine Neuwahl im April, inmitten einer Regierungskrise aufgrund der Parlamentswahlen, nötig.
Am 18. April 2013 kandidierte Franco Marini in zwei Wahlgängen für das Amt; in beiden erreichte er nicht die erforderliche Zweidrittelmehrheit. Im dritten und vierten Wahlgang war Romano Prodi angetreten; auf einen weiteren Wahlgang verzichtete er. Zum fünften Wahlgang erschienen deshalb 266 der insgesamt 1.007 Mitglieder der Wahlversammlung erst gar nicht, die übrigen gaben in ihrer Mehrheit leere Stimmzettel ab. In dieser Situation trat der 87-jährige Napolitano am 20. April im sechsten Wahlgang auf Bitten prominenter Politiker aus verschiedenen politischen Lagern entgegen seiner vorherigen Absicht zur Wahl an und wurde mit 738 Stimmen wiedergewählt. Am 22. April erfolgte die Vereidigung für seine zweite Amtszeit, nachdem er kurz zuvor aus formalen Gründen zurückgetreten war, da seine erste Amtszeit regulär erst am 15. Mai geendet hätte.
Napolitano hatte bei seinem Rücktritt mit 8 Jahren und 244 Tagen die bis dahin längste Amtszeit eines italienischen Präsidenten (diese Amtsdauer wurde aber von seinem Nachfolger Mattarella im Oktober 2023 überboten). Am 31. Dezember 2014 verkündete er in seiner Neujahrsansprache an das italienische Volk, dass er aufgrund seines hohen Alters (zu diesem Zeitpunkt 89 Jahre) einen baldigen Rücktritt anstrebe. Am 14. Januar 2015 schließlich unterzeichnete er seine Rücktrittserklärung und schied aus dem Amt. Nach seinem Rücktritt übernahm Senatspräsident Pietro Grasso kommissarisch die Aufgaben des Staatsoberhauptes. Am 31. Januar 2015 wurde Sergio Mattarella zu Napolitanos Nachfolger gewählt und am 3. Februar vereidigt.

### Zeuge in Anti-Mafia-Prozessen
Im Oktober 2014 musste Napolitano als erstes amtierendes Staatsoberhaupt Italiens in einem Mafia-Prozess aussagen, in dem es um Geheimverhandlungen zwischen hochrangigen Vertretern des Staates und Vertretern des Organisierten Verbrechens ging, die in den frühen 1990er Jahren stattgefunden haben sollen. Napolitanos Zeugenschaft erhielt einige Brisanz, da er 2013 auf dem Rechtsweg die Löschung von Tonbandaufzeichnungen erwirkt hatte, die ein Gespräch zwischen ihm und dem wegen Zusammenarbeit mit der Mafia unter Anklage stehenden ehemaligen Innenminister Nicola Mancino dokumentierten. Napolitano wurde zu keinem Zeitpunkt eines Vergehens beschuldigt; die Löschung des Tonbandgesprächs erhärtete unter Beobachtern allerdings den Verdacht, dass der italienische Staat das Morden der Mafia in jenen Jahren (siehe Giovanni Falcone und Paolo Borsellino) nicht kraft seiner Autorität, sondern nur mittels Verhandlungen mit den Kriminellen hatte eindämmen können.

## Ehrungen
Im Jahre 1997 wurde Giorgio Napolitano als Erster mit dem Leibniz-Ring-Hannover geehrt.

## Reisen als Staatspräsident
Giorgio Napolitano führte als Staatspräsident folgende offizielle Auslandsreisen durch:
- 2006: Deutschland, Frankreich, Ungarn, Vereinigtes Königreich, Vatikanstadt
- 2007: Spanien, Deutschland, Frankreich, Lettland, Tschechien, Österreich, Ghana, Portugal, Katar, Deutschland, Vereinigte Staaten
- 2008: Slowenien, Chile, Österreich, Frankreich, Russland, Finnland, Griechenland, Ägypten, Israel und Palästina
- 2009: Luxemburg, Vereinigtes Königreich, Serbien, Südkorea und Japan, Spanien, Libanon, Türkei
- 2010: Belgien, Syrien, Vereinigte Staaten, Malta, Frankreich, Portugal, China, Österreich
- 2011: Deutschland, Schweiz, Vereinigte Staaten, Ungarn und Tschechien und Slowakei, Israel und Palästina, Polen, Slowenien, Vereinigtes Königreich, Kroatien, Rumänien, Belgien
- 2012: Finnland, Jordanien, Tunesien, Polen, Schweiz, Slowenien, Vereinigtes Königreich, Spanien, Niederlande, Frankreich
- 2013: Vereinigte Staaten, Deutschland, Vatikanstadt, Kroatien, Polen
- 2014: Frankreich, Portugal, Albanien, Schweiz, Frankreich, San Marino, Slowenien, Polen

## Werke in deutscher Übersetzung
- Eric J. Hobsbawm / Giorgio Napolitano: Auf dem Weg zum ‚historischen Kompromiß‘. Ein Gespräch über Entwicklung und Programmatik der KPI. Suhrkamp, Frankfurt/Main 1978, ISBN 3-518-00851-X.